# British Strong Style
British Strong Style – ugrupowanie w profesjonalnym wrestlingu, którego członkami są Pete Dunne, Trent Seven i Tyler Bate. Dunne i Seven utworzyli sojusz w federacji Progress Wrestling i zaczęli występować jako tag team w lipcu 2016, po czym w listopadzie przyłączył się do nich Bate. Grupa dominowała w federacji przez następny rok, gdzie Dunne był posiadaczem Progress World Championship, zaś Bate i Seven Progress Tag Team Championship.
Członkowie grupy wspólnie występowali również w wielu federacjach niezależnych w Stanach Zjednoczonych. W federacji Chikara zostali zwycięzcami turnieju King of Trios 2017. Dzięki współpracy Progress z WWE, wszyscy trzej członkowie British Strong Style regularnie występują w WWE w rozwojowym brandzie NXT osobno oraz wspólnie. Bate był, zaś Dunne jest posiadaczem WWE United Kingdom Championship.
Nazwa grupy odnosi się do japońskiego stylu walki „strong style”, a także tradycyjnej brytyjskiej wolnoamerykanki.

## Historia

### Progress Wrestling (od 2016)

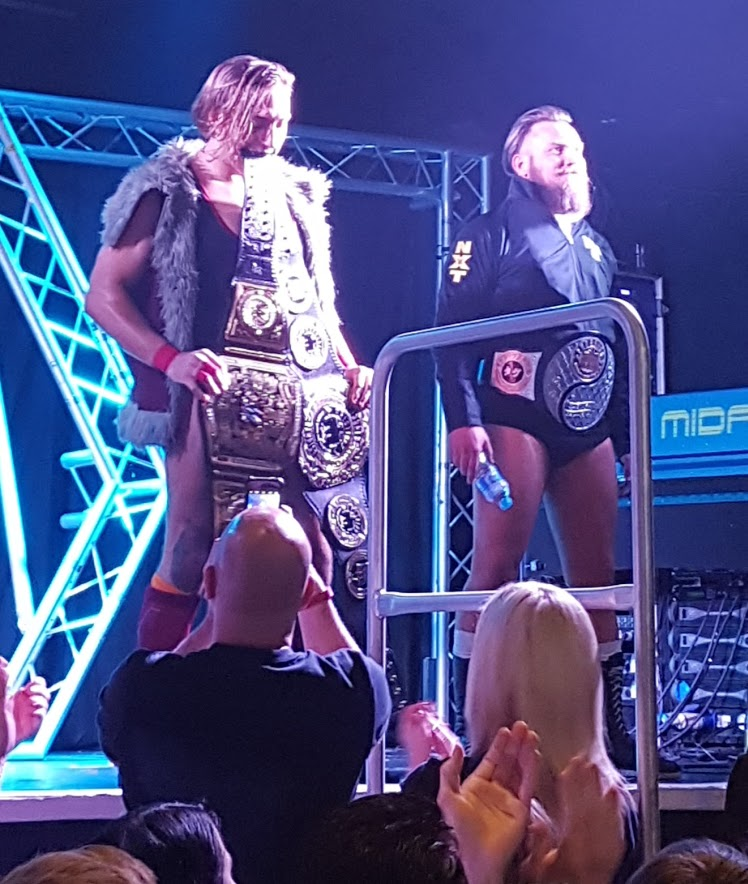
Pete Dunne (po lewej) i Trent Seven (po prawej), którzy utworzyli grupę w lipcu 2016

31 lipca 2016, The Dunne Brothers (Damian Dunne i Pete Dunne) mieli zmierzyć się z Moustache Mountain (Trentem Sevenem i Tylerem Batem) podczas gali federacji Progress Wrestling. Walka zakończyła się sytuacją, gdy Pete i Seven odwrócili się od swoich partnerów i wspólnie opuścili ring. Duet zaczął występować jako „British Strong Style”. 25 września pokonali The London Riots (Jamesa Davisa i Roba Lyncha) i zdobyli Progress Tag Team Championship. 27 listopada wzięli udział w siedmioosobowej eliminacyjnej walce o zawieszone Progress World Championship. Ostatnią trójką w walce byli Dunne, Seven i Jimmy Havoc. Po tym jak Havoc zdołał wyeliminować Sevena z walki, został wspólnie zaatakowany przez nich obu, lecz na jego ratunek przybył Tyler Bate. Po chwili Bate odwrocił się od Havoca i dołączył się do ataku na nim, po czym pozwolił Dunne’owi wygrać walkę i zdobyć główne mistrzostwo federacji, a także dołączył do grupy.
Po zdobyciu Progress World Championship, Dunne podarował Bate’owi swój pas Progress Tag Team Championship, lecz władze federacji odebrały całej drużynie tytuły tag team. Mimo tego 30 grudnia, Bate i Seven zdołali pokonać The London Riots oraz LDRS (Marty’ego Scurlla i Zacka Sabre’a Jr.) o zawieszone tytuły.

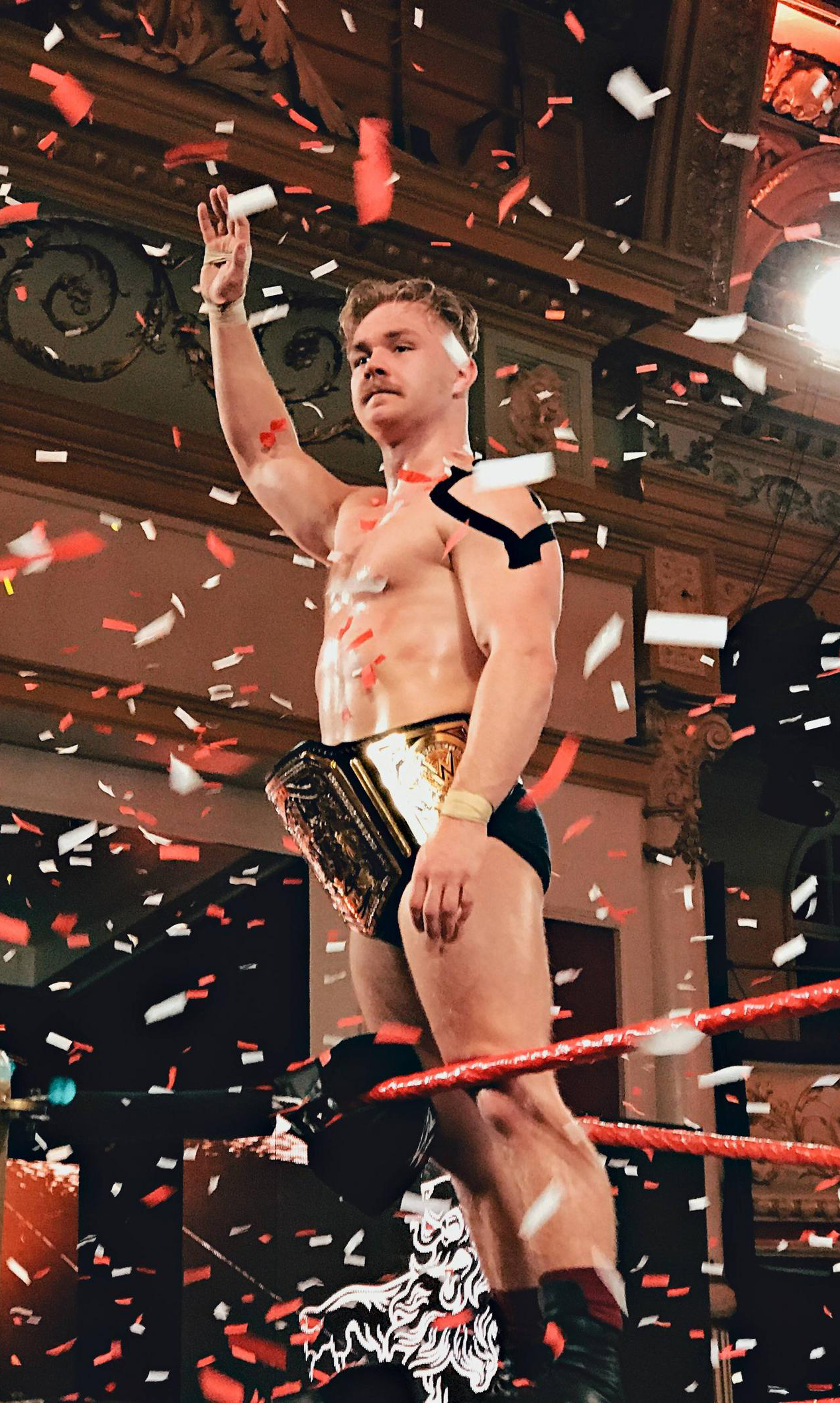
Tyler Bate po wygraniu turnieju WWE United Kingdom Championship Tournament

W styczniu 2017 wszyscy trzej członkowie British Strong Style wzięli udział w turnieju prowadzonym przez WWE, który miał wyłonić inauguracyjnego posiadacza WWE United Kingdom Championship. Federacja nie uwzględniała ich współpracy w promocji Progress, lecz jedynie informowała widzów, że Seven i Bate występują jako Moustache Mountain. W finale turnieju spotkali się Bate i Dunne, gdzie ten pierwszy triumfował i stał się pierwszym posiadaczem tytułu. Cztery miesiące później podczas gali NXT TakeOver: Chicago, Bate utracił tytuł na rzecz Dunne’a. W międzyczasie podczas wystąpień w promocji Progress, trio antagonistów wciąż współpracowała ze sobą i informowali widzów, że opuszczą federację Progress na rzecz WWE wraz ze wszystkimi tytułami promocji.
23 kwietnia British Strong Style zmierzył się z członkami grupy Ringkampf (Axelem Dieterem Jr., Timothym Thatcherem i Walterem) z niemieckiej federacji Westside Xtreme Wrestling (wXw), lecz pokonało ich i pozostawiło przy sobie światowy i tag teamowy tytuł Progress. Miesiąc później zaczęli rywalizację z grupą #CCK (Chrisem Brookesem, Kid Lykosem i Travisem Banksem), którzy zadebiutowali w federacji pomagając Mattowi Riddle’owi podczas ataku na nim. 25 czerwca Bate i Seven utracili Progress Tag Team Championship na rzecz Brookesa i Lykosa. 9 lipca odbył się rewanż, w którym w przypadku przegranej Bate'a i Sevena, obaj nie mogliby już nigdy więcej zawalczyć o te tytuły. Ostatecznie pojedynek wygrało British Strong Style i odzyskało tytuły.
10 września członkowie British Strong Style utracili zarówno Progress Tag Team Championship, jak również Progress World Championship na rzecz Brookesa i Lykosa w ladder matchu, a także na rzecz Travisa Banksa. Miesiąc później wszyscy trzej członkowie stali się protagonistami poprzez przeprosiny skierowane w stronę fanów.

### Chikara (2017)
1 września 2017, Dunne, Bate i Seven, występujący jako „House Strong Style”, wzięli udział w turnieju King of Trios 2017, który był prowadzony przez amerykańską federację Chikara. Po pokonaniu House Whitewolf (A-Kida, Adama Chase’a i Zayasa) w pierwszej rundzie, House Throwbacks (Dashera Hatfielda, Marka Angelosettiego i Simona Grimma) w ćwierćfinale oraz House Rot (Frightmate'a, Hallowickeda i Kobalda) w półfinale, House Strong Style zdołało wygrać finał pokonując House Sendai Girls (Cassandrę Miyagi, Dash Chisako i Meiko Satomurę).

### WWE (od 2018)
Podczas gali NXT TakeOver: New Orleans z 7 kwietnia 2018 odbył się triple threat tag team match o tytuły NXT Tag Team Championship i trofeum Dusty Rhodes Tag Team Classic 2018. Partner Pete’a Dunne’a, Roderick Strong, zaatakował go podczas walki i pozwolił Adamowi Cole’owi i Kyle’owi O’Reilly'emu (członkom grupy The Undisputed Era) wygrać pojedynek, po czym dołączył do grupy jako czwarta osoba. Dzień później podczas weekendu WrestleMania Axxess, Bate i Seven przegrali ze Strongiem i O’Reillym o NXT Tag Team Championship. Po walce zostali zaatakowani przez zwycięzców oraz Cole'a, lecz na ich ratunek przybył Dunne, dzięki czemu po raz pierwszy zjednoczono grupę w WWE. W połowie kwietnia zostało ogłoszone, że Dunne, Bate i Seven zmierzą się z The Undisputed Era podczas pierwszego dnia gali United Kingdom Championship Tournament 2018 w czerwcu 2018.

## Styl walki
- Finishery Bate'a
  - Tyler Driver '97[4] (Sitout double underhook powerbomb)[40]

- Finishery Dunne’a
  - Bitter End[2] / Drop Dead[41] (Pumphandle reverse STO)[42]

- Finishery Sevena
  - Seven Stars Lariat[3] (Wrist-lock przeistaczany w short-arm lariat)[41]

- Motywy muzyczne
  - „Love Is Blindness” ~ Jack White[43]

## Mistrzostwa i osiągnięcia
- Chikara
  - King of Trios (2017)[1]

- Progress Wrestling
  - Progress Tag Team Championship (3 razy) – Dunne i Seven (1)[18], Bate i Seven (2)[6][20]
  - Progress World Championship (1 raz) – Dunne[13]

- Pro Wrestling Illustrated
  - PWI umieściło Pete’a Dunne’a na miejscu 29. w top 500 wrestlerów rankingu PWI 500 w 2017[44]
  - PWI umieściło Tylera Bate'a na miejscu 50. w top 500 wrestlerów rankingu PWI 500 w 2017[45]

- WWE
  - WWE United Kingdom Championship (2 razy, obecnie) – Bate (1) i Dunne (1, obecnie)[46]